# David Rowland
David Rowland of Anglesey fue un traductor inglés, que realizó la primera traducción al inglés, del Lazarillo de Tormes (1554), The Life Of Lazarillo de Tormes, Londres, 1586, aunque se cree que esta traducción se imprimió antes, en una edición de la que no quedan copias, en 1576.[cita requerida]
- Datos: Q5800336